# Isady (rejon kiczmiengsko-gorodiecki)
Isady (ros. Исады) – wieś w Rosji, w rejonie kiczmiengsko-gorodieckim obwodu wołogodzkiego. W 2010 r. liczyła 31 mieszkańców.